# Episodi di Doppia sentenza (serie televisiva 1969) (sesta stagione)
La sesta stagione della serie televisiva Doppia sentenza è stata trasmessa in anteprima nel Regno Unito dalla BBC One tra il 4 settembre 1974 e il 27 novembre 1974.
| nº | Titolo originale                       | Titolo italiano | Prima TV UK       | Prima TV Italia |
| -- | -------------------------------------- | --------------- | ----------------- | --------------- |
| 1  | Alert                                  |                 | 4 settembre 1974  |                 |
| 2  | You Don't Have to Shout, I'm Listening |                 | 11 settembre 1974 |                 |
| 3  | Worth a Million                        |                 | 18 settembre 1974 |                 |
| 4  | Domestic Incident                      |                 | 25 settembre 1974 |                 |
| 5  | Pop Goes the Weasel                    |                 | 2 ottobre 1974    |                 |
| 6  | Cat Among the Pigeons                  |                 | 9 ottobre 1974    |                 |
| 7  | Pardon                                 |                 | 16 ottobre 1974   |                 |
| 8  | Little Boy Blue                        |                 | 23 ottobre 1974   |                 |
| 9  | A Day's Work                           |                 | 30 ottobre 1974   |                 |
| 10 | Paperwork                              |                 | 6 novembre 1974   |                 |
| 11 | See What You've Done                   |                 | 13 novembre 1974  |                 |
| 12 | We're in This Together                 |                 | 20 novembre 1974  |                 |
| 13 | Temptation                             |                 | 27 novembre 1974  |                 |